# Lazuardia lobata
Lazuardia lobata är en svampart som först beskrevs av Berk. & M.A. Curtis, och fick sitt nu gällande namn av Rifai 1988. Lazuardia lobata ingår i släktet Lazuardia och familjen Pyronemataceae.   Inga underarter finns listade i Catalogue of Life.